# Hogna leprieuri
Hogna leprieuri är en spindelart som först beskrevs av Simon 1876.  Hogna leprieuri ingår i släktet Hogna och familjen vargspindlar.
Artens utbredningsområde är Algeriet. Inga underarter finns listade i Catalogue of Life.